# SDS-PAGE

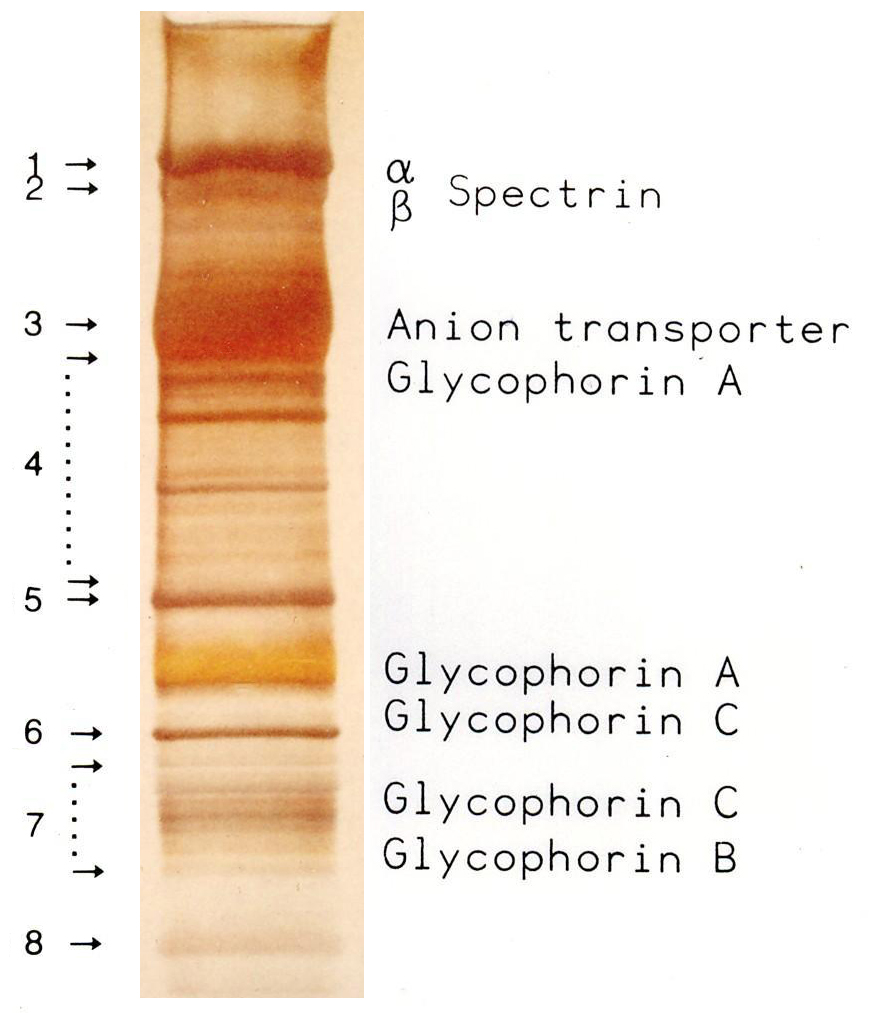
Proteine der Erythrozytenmembran per SDS-PAGE nach der Molmasse getrennt

SDS-PAGE (Abkürzung für englisch sodium dodecyl sulfate polyacrylamide gel electrophoresis, Natriumdodecylsulfat-Polyacrylamidgelelektrophorese) ist eine Variante der Polyacrylamid-Gelelektrophorese, einer analytischen Methode der Biochemie zur Trennung von Stoffgemischen nach der Molekülmasse in einem elektrischen Feld.
Dieses von Ulrich K. Laemmli entwickelte diskontinuierliche elektrophoretische System ermöglicht eine gute Trennung von Proteinen mit Molekülmassen zwischen 5 und 250 kDa. Die Publikation, in der es beschrieben wurde, ist das am häufigsten zitierte Paper eines Einzelautors, und das am zweithäufigsten zitierte insgesamt.

## Eigenschaften

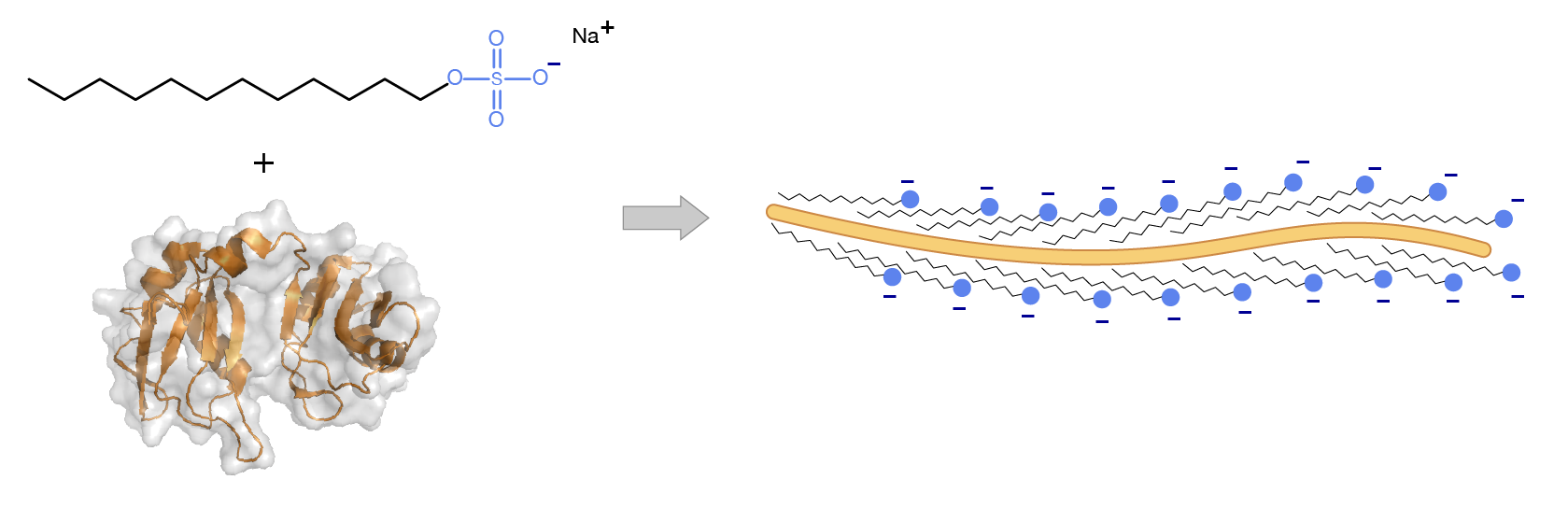
Denaturierung eines Proteins mit SDS

Denaturierung eines Proteins mit Wärme

Die SDS-PAGE wird zur Analyse von Proteinen verwendet. Als Trennmedium (auch als Matrix bezeichnet) bei dieser Art der Elektrophorese dient ein diskontinuierliches Gel auf Polyacrylamidbasis. Zusätzlich kommt SDS (Natriumdodecylsulfat) zum Einsatz. Dieses anionische Tensid (Detergens) überdeckt die Eigenladungen von Proteinen. Pro Gramm Protein binden konstant ungefähr 1,4 Gramm SDS, entsprechend einem SDS-Molekül pro zwei Aminosäuren, sodass die Proteine eine konstante negative Ladungsverteilung aufweisen. Die Eigenladungen der Proteine sind unter der SDS-Beladung vernachlässigbar, die positiven Ladungen sind zudem im basischen pH-Wert-Bereich eines Trenngels nach Laemmli stark verringert. Die negativen Ladungen des SDS bewirken deren gegenseitige Abstoßung, was zusammen mit der Denaturierung durch Aufkochen zu einer Linearisierung der zuvor gefalteten Proteine führt. Dies erlaubt eine Auftrennung nach der Kettenlänge, proportional zur Molekülmasse, denn längere Proteine werden im Gel stärker zurückgehalten als kürzere.
SDS neigt in wässrigen Lösungen ab einer bestimmten Konzentration zur Bildung kugelförmiger Mizellen. SDS kommt in Lösungen ab der kritischen Mizellenbildungskonzentration von 7 bis 10 Millimolar gleichzeitig als einzelne Moleküle (Monomer) und als Mizellen vor, darunter kommt SDS nur einzeln vor. Bei der kritischen Mizellenbildungskonzentration besteht eine Mizelle aus etwa 62 SDS-Molekülen. Allerdings binden nur SDS-Monomere über hydrophobe Wechselwirkungen an Proteine, während die auf der Außenseite anionischen SDS-Mizellen kein Protein aufnehmen. In SDS-Konzentrationen über 0,1 Millimolar beginnt die Entfaltung von Proteinen, oberhalb von 1 mM werden die meisten Proteine denaturiert. Wegen des starken Denaturierungseffekts von SDS und der folgenden Aufspaltung von Proteinkomplexen können in der Regel mit SDS keine Quartärstrukturen bestimmt werden. Ausnahmen bilden z. B. zuvor durch kovalente Quervernetzung stabilisierte Proteine und die SDS-resistenten Proteinkomplexe, die auch in Gegenwart von SDS stabil sind (Letztere jedoch nur bei Raumtemperatur). Die SDS-Resistenz basiert auf der Metastabilität: Um die resistenten Komplexe zu denaturieren, ist eine hohe Aktivierungsenergie erforderlich, die durch Erhitzen erreicht wird. Obwohl das native, vollständig gefaltete, SDS-resistente Protein unter den Bedingungen keine ausreichende Stabilität besitzt, stellt sich das chemische Gleichgewicht der Denaturierung bei Raumtemperatur nur langsam ein. Stabile Proteinkomplexe zeichnen sich neben der SDS-Resistenz auch noch durch Stabilität gegen Proteasen und eine erhöhte biologische Halbwertszeit aus.
Alternativ kann teilweise auch eine Polyacrylamid-Gelelektrophorese mit den kationischen Tensiden CTAB in einer CTAB-PAGE oder 16-BAC in einer BAC-PAGE verwendet werden.

## Physikalische und chemische Grundlagen
In einem elektrischen Feld wandern geladene Teilchen in Lösung zum Pol mit der entgegengesetzten Ladung. Durch die Beladung von Proteinen mit SDS sind sie mit mehreren negativen Ladungen behaftet, weshalb Proteine in der SDS-PAGE zum Plus-Pol wandern. Durch Verwendung eines ungeladenen polymeren Hydrogels (Polyacrylamid) kommt ein verstärkter Siebeffekt hinzu. Die Porengröße im Hydrogel wird durch die Konzentrationen an Monomer und Vernetzer bestimmt. Für die Elektrophorese wird das Gel durch radikalische Polymerisation aus den Stoffen Acrylamid und N,N′-Methylenbisacrylamid (gewöhnlich im Verhältnis 37,5:1) hergestellt. Letzteres dient zur Quervernetzung der ansonsten linearen Polyacrylamid-Ketten. Nur so entsteht ein starres Gel. Der durchschnittliche Porendurchmesser eines Polyacrylamidgels wird durch zwei Parameter bestimmt, die Gesamtkonzentration an Acrylamiden (%T mit T = Totale Konzentration von Acrylamid und Bisacrylamid) und die Konzentration des Vernetzers Bisacrylamid (%C mit C = Bisacrylamidkonzentration). Die Porengröße ist umgekehrt proportional zu %T. Mit steigendem %T nimmt die Porengröße ab. Bei %C ergibt eine Konzentration von 5 % die kleinsten Poren. Der Einfluss des Bisacrylamids auf die Porengröße ergibt eine Parabel-förmige Kurve mit dem Vertex bei 5 %. Wenn man an Stelle von N,N′-Methylenbisacrylamid N,N′-Diallyltartardiamid verwendet, dann kann man das Gel nach dem Trennlauf mit Natriumperiodatlösung durch Glycolspaltung wieder auflösen, was die Untersuchung der getrennten Substanzen erleichtert. Ebenso wird Bis-Acryloylcystamin als spaltbarer Vernetzer verwendet.

## Verfahren
Das Verfahren der SDS-PAGE setzt sich aus der Gelherstellung, der Probenvorbereitung, der Elektrophorese, der Proteinfärbung oder einem Western Blot und der Analyse des erzeugten Bandenmusters zusammen.

### Gelherstellung

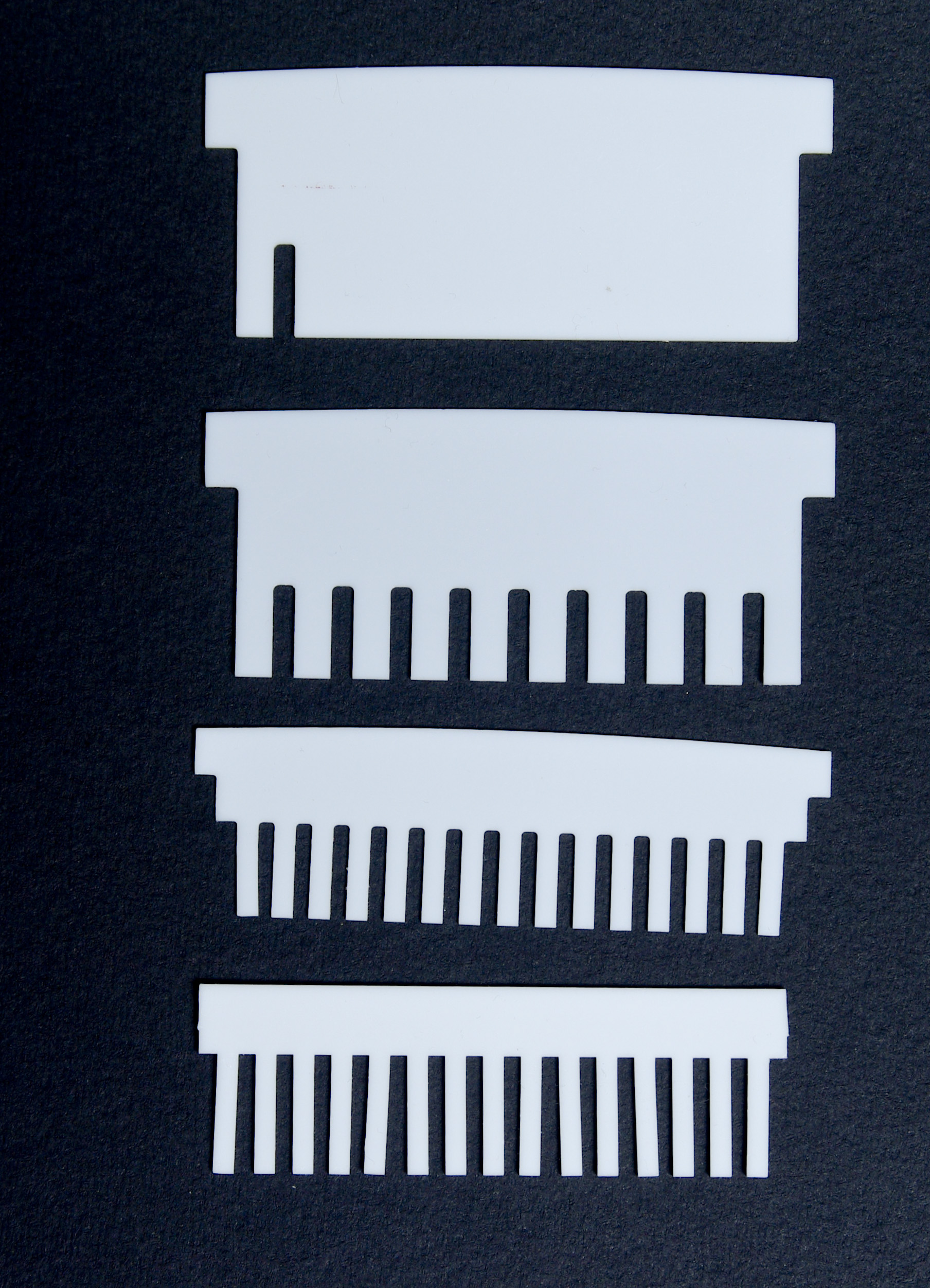
Probenkämme mit unterschiedlicher Taschenanzahl, jeder Zinken hinterlässt beim Herausziehen eine Tasche im Gel

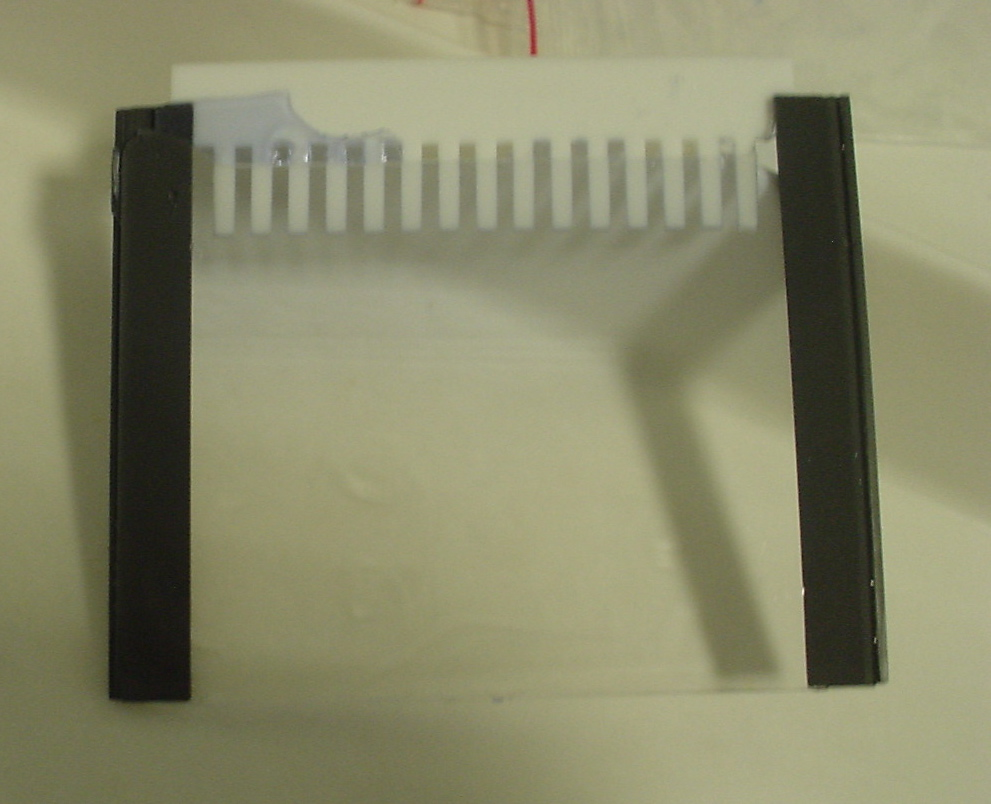
Fertiges Trenn- und Sammelgel vor dem Entfernen des Probenkamms, im Sammelgel befinden sich geringe Mengen an Bromphenolblau, das Trenngel ist ungefärbt

Bei Verwendung unterschiedlicher Puffer im Gel (diskontinuierliche Gelelektrophorese) werden die Gele bis zu einem Tag vor der Elektrophorese hergestellt, damit die Diffusion nicht zu einer Vermischung der Puffer führt. Das Gel wird durch radikalische Polymerisation in einer Form erzeugt, die aus zwei abgedichteten Glasplatten mit Abstandshaltern zwischen den Glasplatten besteht. Die Abstandshalter besitzen eine Dicke von 0,75 mm oder 1,5 mm, welche die Ladekapazität des Gels bestimmt. Die Platten werden meistens für das Gießen der Gellösung in einen Ständer eingespannt, der die sonst offene Unterseite der Glasplatten mit den beiden Abstandshaltern vorübergehend abdichtet. Für die Gellösung werden Acrylamid als Gelbildner (meistens 4 % V/V im Sammelgel und 10–12 % im Trenngel), Methylenbisacrylamid als Quervernetzer, Sammel- oder Trenngelpuffer sowie Wasser und SDS gemischt. Durch Zugabe des Katalysators TEMED und des Radikalstarters Ammoniumpersulfat (APS) wird die Polymerisation begonnen. Die Lösung wird anschließend blasenfrei zwischen die Glasplatten gegossen. Je nach Menge an Katalysator und Radikalstarter sowie je nach Temperatur dauert die Polymerisation zwischen einer viertel Stunde und mehreren Stunden. Das untere Gel (Trenngel) wird zuerst gegossen und mit ein paar Tropfen von einem wenig wasserlöslichen Alkohol (meistens puffergesättigtes Butanol oder Isopropanol) überschichtet, wodurch der Meniskus blasenfrei wird und vor dem Radikalfänger Sauerstoff geschützt wird. Nach der Polymerisation des Trenngels wird der Alkohol abgekippt und die Reste mit Filterpapier entfernt. Nach Zugabe von APS und TEMED zur Sammelgellösung erfolgt das Gießen der Sammelgellösung auf das feste Trenngel und das blasenfreie Einsetzen eines geeigneten Probenkamms. Teilweise werden anionische Farbstoffe (Tartrazin, Brillantblau FCF, Cochenillerot A oder Bromphenolblau) der Sammelgellösung zugesetzt, um den Kontrast zwischen Sammelgel und den Taschen für den Probenauftrag zu verstärken. Der Probenkamm wird nach der Polymerisation vorsichtig herausgezogen, wodurch Taschen für den Probenauftrag entstehen. Für eine spätere Verwendung der Proteine für eine Proteinsequenzierung werden die Gele oftmals am Vortag der Elektrophorese hergestellt, um Reaktionen von unpolymerisiertem Acrylamid mit Cysteinen in Proteinen zu mindern.
Durch Verwendung eines Gradientenmischers können Gradienten-Gele mit einem Gradienten des Acrylamids (meist von 4 bis 12 %) gegossen werden, die einen größeren Trennbereich der Molmassen aufweisen. Kommerzielle Gelsysteme (so genannte pre-cast-Gele) verwenden meist die Puffersubstanz BisTris mit einem pH-Wert zwischen 6,4 und 7,2 sowohl im Sammel- als auch im Trenngel. Diese Gele werden bereits fertig gegossen geliefert und sind umgehend einsatzbereit. Da sie nur einen Puffer verwenden (kontinuierliche Gelelektrophorese) und einen nahezu neutralen pH-Wert aufweisen, sind sie über mehrere Wochen lagerbar. Der neutralere pH-Wert verlangsamt die Hydrolyse und somit den Zerfall des Polyacrylamids. Weiterhin kommt es zu weniger Acrylamid-modifizierten Cysteinen in den Proteinen. Aufgrund des konstanten pH-Werts in Sammel- und Trenngel gibt es keinen Stapelungseffekt. Proteine in BisTris-Gelen können nicht mit Rutheniumkomplexen gefärbt werden. Dieses Gelsystem besitzt einen vergleichsweise großen Auftrennungsbereich, der durch Verwendung von MES oder MOPS im Laufpuffer variiert werden kann.

### Probenvorbereitung

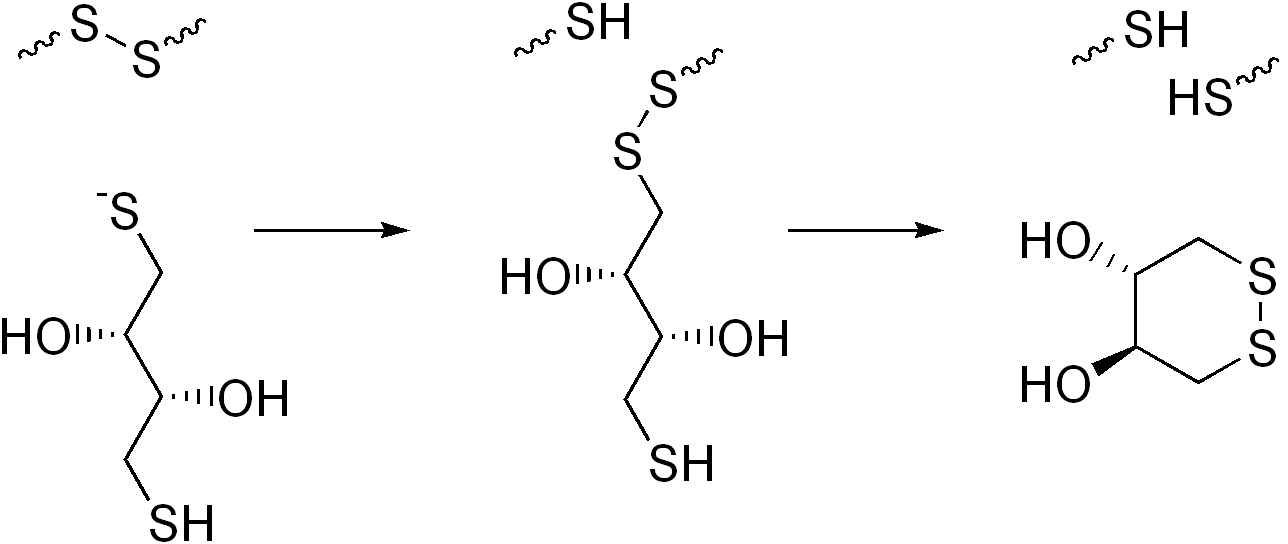
Reduktion einer Disulfidbrücke durch DTT

Bei der Probenvorbereitung wird Probenpuffer und somit SDS im Überschuss zu den Proteinen hinzugegeben und die Probe anschließend für fünf Minuten auf 95 °C erhitzt, um Sekundär- und Tertiärstrukturen durch das Unterbrechen von Wasserstoffbrücken und das Strecken der Moleküle aufzubrechen. Optional können Disulfidbrücken durch Reduktion gespalten werden. Dazu werden reduzierende Thiole wie β-Mercaptoethanol (β-ME, 5 % Volumenanteil), Dithiothreitol (DTT, 10 Millimolar) oder Dithioerythrit (DTE, 10 Millimolar) dem Probenpuffer zugesetzt. Jede Probe wird in ihre eigene Tasche im Gel pipettiert, das zuvor im Elektrophoreseapparat in Elektrophoresepuffer untergetaucht wurde.
Zusätzlich zu den Proben wird meistens ein Größenmarker auf das Gel geladen. Dieser besteht aus Proteinen von bekannter Größe und ermöglicht dadurch die Abschätzung der Größe der Proteine in den eigentlichen Proben mit einer Genauigkeit von ± 10 %, die parallel in unterschiedlichen Spuren des Gels wandern. Der Größenmarker wird oftmals in die erste oder letzte Tasche eines Gels pipettiert.

### Elektrophorese

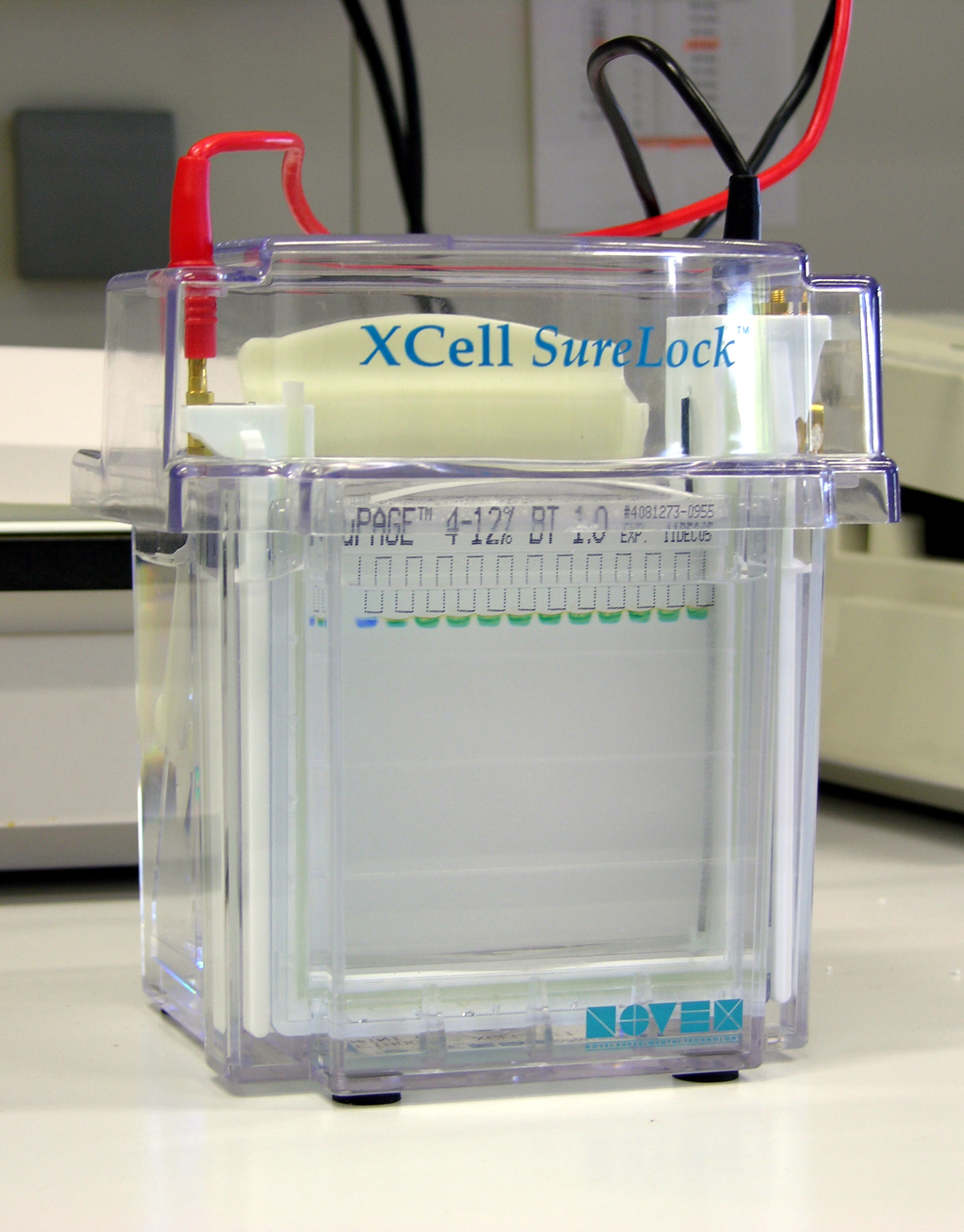
Elektrophoresekammer nach wenigen Minuten der Elektrophorese, in der ersten Tasche wurde ein Größenmarker mit Bromphenolblau aufgetragen, in den weiteren Taschen die Proben mit Bromkresolgrün

Zur Auftrennung werden die denaturierten Proben auf ein Gel aus Polyacrylamid geladen, das in einen Elektrophoresepuffer mit geeigneten Elektrolyten eingelegt ist. Danach wird eine elektrische Spannung (meist um die 100 Volt, 10–20 V pro cm Gellänge) angelegt, die eine Migration der negativ geladenen Moleküle durch das Gel in Richtung der Anode (Plus-Pol) bewirkt. Das Gel wirkt dabei wie ein Sieb. Kleine Proteine wandern relativ leicht durch die Maschen des Gels, während große Proteine eher zurückgehalten werden und dadurch langsamer durch das Gel wandern. Die Elektrophorese dauert ohne Vor- und Nachbereitung je nach Länge des Gels und verwendeter Spannung zwischen einer halben Stunde und mehreren Stunden; unter bestimmten Bedingungen kann die Elektrophorese auf etwa zehn Minuten verkürzt werden.
Die am schnellsten wandernden Proteine (mit einer Molmasse von unter 5 KDa) bilden mit den ebenfalls durch das Gel wandernden anionischen Bestandteilen des Elektrophoresepuffers die Laufmittelfront. Der Bereich der Laufmittelfront wird durch den Zusatz des vergleichsweise kleinen, anionischen Farbstoffs Bromphenolblau zum Probenpuffer sichtbar gemacht. Aufgrund der relativ geringen Molekülgröße des Bromphenolblaus wandert es schneller als Proteine. Durch die optische Kontrolle anhand der wandernden farbigen Bande kann die Elektrophorese beendet werden, bevor der Farbstoff und somit auch die Proben das Gel vollständig durchwandert haben und es wieder verlassen.
Das am häufigsten eingesetzte Verfahren ist die diskontinuierliche SDS-PAGE. Bei dieser wandern die Proteine zuerst in ein Sammelgel mit neutralem pH, in dem sie konzentriert werden und anschließend in ein Trenngel mit basischem pH, in dem die eigentliche Auftrennung erfolgt. Sammel- und Trenngel unterscheiden sich durch unterschiedliche Porengröße (4–6%T bzw. 10–20%T), Ionenstärke und pH-Werte (pH 6,8 bzw. pH 8,8). Als Elektrolyt wird häufig ein SDS-haltiges TRIS-Glycin-Chlorid-Puffersystem eingesetzt. Glycin bildet bei neutralem pH-Wert überwiegend die nach außen neutrale, zwitterionische Form aus. Bei hohen pH-Werten wird die positiv geladene Aminogruppe deprotoniert und die Aminosäure liegt als negativ geladenes (anionisches) Glycinat vor. Im Sammelgel wandern die kleineren, negativ geladenen Chloridionen vor den Proteinen (engl. leading ions ‚führende Ionen‘), während das etwas größere Glycin überwiegend neutral und nur in einem geringen Anteil als Anion vorliegt und dadurch hinter dem Protein läuft (engl. trailing ions ‚folgende Ionen‘). Im vergleichsweise basischen Trenngel liegt Glycin überwiegend als Glycinat-Anion vor und beide Ionen wandern vor den Proteinen. Der pH-Gradient zwischen Sammel- und Trenngelpuffer führt zu einem Stapelungseffekt an der Grenze des Sammelgels zum Trenngel, da das Glycin mit ansteigendem pH-Wert zunehmend seine bremsende positive Ladung an der Aminogruppe verliert, die Proteine beim Wandern überholt und zum führenden Ion wird. Dadurch werden die nach einer Färbung sichtbaren Banden der verschiedenen Proteine schmaler und schärfer (Stapelungseffekt). Zur Trennung von kleineren Proteinen und Peptiden eignet sich aufgrund der höheren Spreizung der Proteine im Bereich von 0,5 bis 50 kDa das TRIS-Tricin-Puffersystem von Schägger und von Jagow.

### Färbung

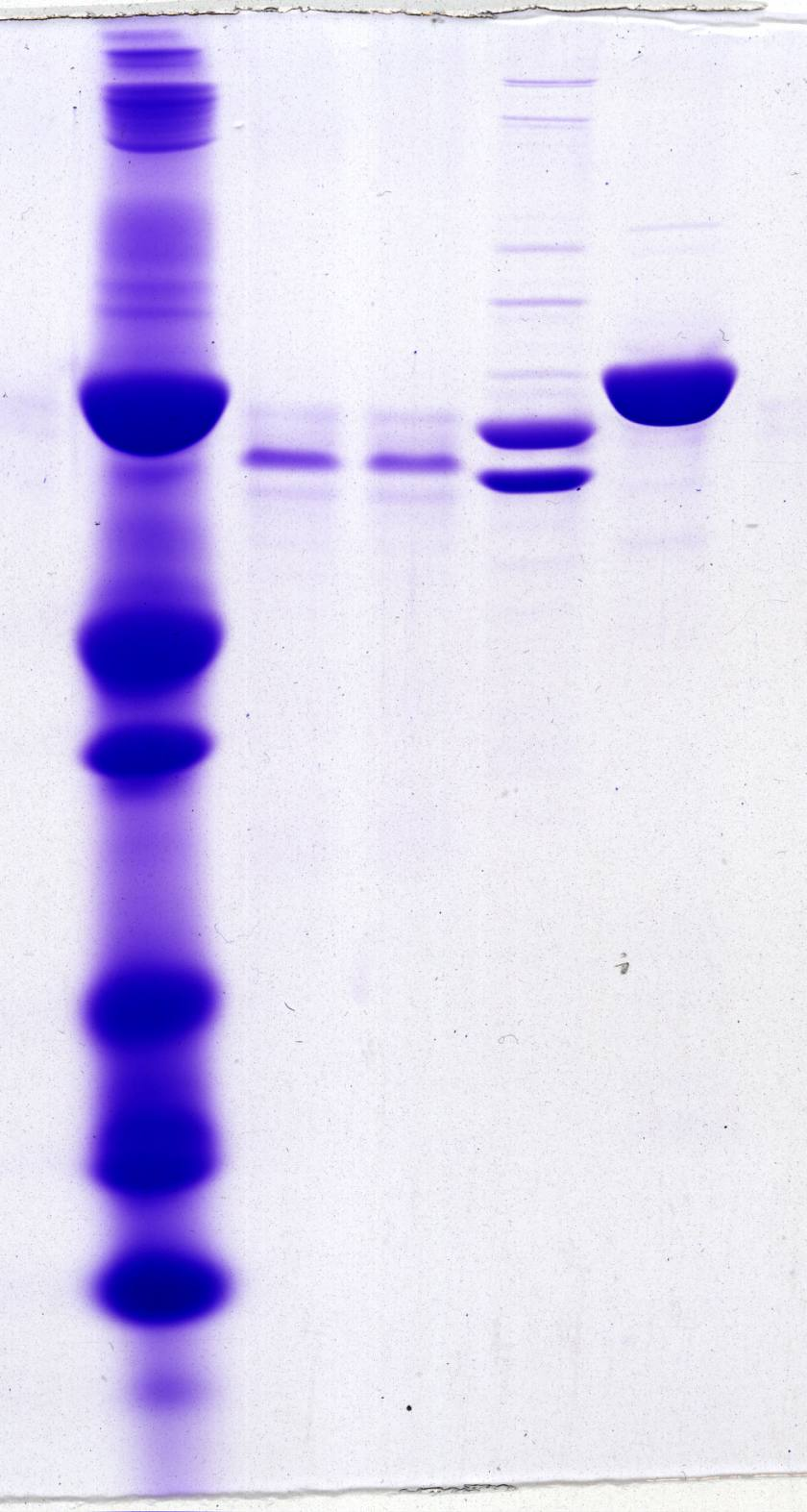
Coomassie-gefärbtes 10%iges Tris/Tricin-Gel. In der linken Spur wurde ein Molekularmarker aufgetragen, der zur Einschätzung der Größe dient (von oben nach unten: 66, 45, 35, 24, 18 und 9 kDa). In den übrigen Spuren sind gereinigte Hefeproteine aufgetrennt.

Am Ende der elektrophoretischen Trennung sind alle Proteine nach Größe sortiert und können anschließend durch weitere Verfahren (Proteinfärbungen wie z. B. die Coomassiefärbung (einfache Durchführung, am häufigsten verwendet), die Silberfärbung (höchste Sensitivität), die Stains-all-Färbung, die Amidoschwarz 10 B-Färbung, die Fast-Green-FCF-Färbung, die fluoreszenten Färbungen wie die Epicocconon-Färbung und die SYPRO-Orange-Färbung sowie immunologische Nachweise wie z. B. beim Western Blot) sichtbar gemacht werden. Die fluoreszenten Färbungen besitzen eine vergleichsweise höhere Linearität zwischen Proteinmenge und Farbintensität von etwa drei Zehnerpotenzen oberhalb der Nachweisgrenze, d. h. man kann ungefähr aus der Farbintensität die Menge an Protein abschätzen. Bei einer Verwendung des fluoreszenten Proteinfarbstoffs Trichlorethanol entfällt eine nachträgliche Proteinfärbung, wenn es zur Gellösung hinzugefügt wurde und das Gel nach der Elektrophorese mit UV-Licht bestrahlt wurde.

### Analyse

Elektroelution von Proteinen

Durch eine Proteinfärbung erhält das Gel mit den getrennten Proteinen ein dokumentierbares Bandenmuster der verschiedenen Proteine. Glykoproteine adsorbieren SDS an den Glykosylierungen ungleichmäßiger, was in breiteren und unschärferen Banden resultiert. Membranproteine sind wegen ihrer Transmembrandomäne häufig aus den hydrophoberen Aminosäuren aufgebaut, besitzen eine geringere Löslichkeit in wässrigen Lösungen, neigen zur Bindung von Lipiden und neigen aufgrund hydrophober Effekte zum Ausfallen in wässrigen Lösungen, wenn nicht ausreichend Detergens vorhanden ist. Dieses Ausfallen äußert sich bei Membranproteinen in der SDS-PAGE in einer „Schweifbildung“ oberhalb der Bande des Transmembranproteins, dagegen kann mehr SDS (durch Einsatz von mehr oder konzentrierterem Probenpuffer) verwendet und die Proteinmenge bei der Gelauftragung gemindert werden. Eine Überladung des Gels mit einem löslichen Protein äußert sich in einer halbkreisförmigen Bande dieses Proteins (z. B. in der Markerspur der Abbildung bei 66 KDa), wodurch andere Proteine mit ähnlichen Molmassen überdeckt werden können. Ein geringer Kontrast (wie in der Markerspur der Abbildung) zwischen den Banden innerhalb einer Spur deutet entweder auf das Vorhandensein vieler Proteine mit dazwischenliegenden Molmassen hin (geringe Reinheit) oder, wenn bei gereinigten Proteinen ein mangelnder Kontrast nur unterhalb einer Bande vorkommt, auf eine proteolytische Degradation des Proteins hin, die sich zuerst in Abbaubanden und nach weiterer Degradation auch in einer homogenen Färbung („Schmier“) unterhalb einer Bande äußert. Die Dokumentation des Bandenmusters erfolgt meistens durch Fotografieren oder Scannen. Zur anschließenden Rückgewinnung der Moleküle in einzelnen Banden kann eine Gelextraktion durchgeführt werden. Elektrophoretische Mobilitäten von menschlichen Proteinen sind in der Datenbank Pumba aufgeführt. Zum Herauslösen der Proteine aus dem Gelstück wird auch häufig eine Elektroelution durchgeführt, bei der elektrophoretisch mithilfe eines elektrischen Feldes die SDS-beladenen Proteine aus dem Gel in eine Lösung transportiert werden. Hierzu werden spezielle Elektroelutionskammern benutzt.

### Archivierung

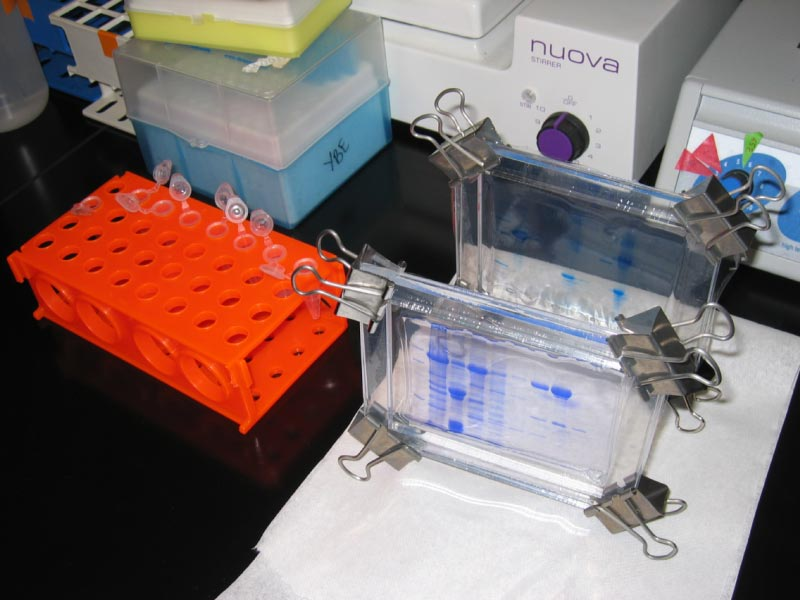
Zwei SDS-Gele nach abgeschlossener Trennung der Proben und Färbung im Trockenrahmen

Nach der Proteinfärbung und Dokumentation des Bandenmusters kann das Polyacrylamidgel für eine Archivierung getrocknet werden. Proteine können daraus zu einem späteren Zeitpunkt extrahiert werden. Dabei wird das Gel entweder in einen Trockenrahmen (mit oder ohne Wärmezufuhr) oder in einen Vakuumgeltrockner eingelegt. Der Trockenrahmen besteht aus zwei Teilen, von denen einer als Unterlage für eine nasse Zellophanfolie dient, auf die das Gel und eine 40%ige Ethanollösung oder eine einprozentige Glycerollösung gegeben wird. Darauf wird eine zweite nasse Zellophanfolie blasenfrei aufgelegt, der zweite Rahmenteil aufgesetzt und der Rahmen mit ein paar Klammern abgedichtet. Die Entfernung der Luftblasen vermeidet eine Fragmentierung des Gels beim Trocknen. Das enthaltene Wasser verdampft durch die Zellophanfolie. Ein Vakuumgeltrockner erzeugt dagegen einen Unterdruck und erwärmt das Gel auf etwa 50 °C. Ein Geltrockenofen verwendet ein Warmluftgebläse.

## Molmassenbestimmung

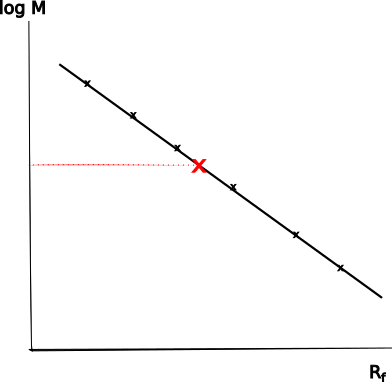
Die Werte der Proteine des Größenmarkers (schwarzes X) ergeben in der Darstellung von log M über Rf ungefähr eine Gerade. Die Molmasse des unbekannten Proteins (rotes X) kann an der y-Achse ermittelt werden.

Bei einer exakteren Bestimmung der Molmasse werden die relativen Laufweiten der einzelnen Proteinbanden im Trenngel gemessen. Die Messungen erfolgen meist in Triplikaten zur Erhöhung der Genauigkeit. Die relative Laufweite (auch Rf-Wert, Rm-Wert) ist der Quotient aus der Laufweite der Bande des betrachteten Proteins und der Laufweite der Proteinfront. Die Laufweiten der Banden und der Proteinfront werden jeweils ab dem Beginn des Trenngels gemessen. Die Laufweite der Proteinfront entspricht ungefähr der Laufweite des im Probenpuffer enthaltenen Bromphenolblaus. Die relativen Laufweiten der Proteine des Größenmarkers werden halblogarithmisch gegen ihre bekannten Molmassen aufgetragen. Über Vergleich mit dem linearen Bereich des erzeugten Graphen oder rechnerisch durch eine Regressionsanalyse kann die Molmasse eines unbekannten Proteins anhand seiner relativen Laufweite ermittelt werden. Banden von Proteinen mit Glykosylierungen können unschärfer sein. Proteine mit vielen basischen Aminosäuren (z. B. Histone) können zu einer Überschätzung der Molmasse führen oder gar nicht erst ins Gel einwandern, da sie bei der Elektrophorese wegen der positiven Ladungen langsamer oder in die entgegengesetzte Richtung wandern. Entsprechend können viele saure Aminosäuren zu einer beschleunigten Wanderung eines Proteins und einer Unterschätzung der Molmasse führen.

## Anwendungen
Die SDS-PAGE in Kombination mit einer Proteinfärbung wird in der Biochemie zur schnellen und genauen Trennung und anschließenden Analyse von Proteinen verwendet. Sie hat vergleichsweise geringe Geräte- und Reagenzkosten und ist eine vergleichsweise einfache Methode. Aufgrund der geringen Skalierbarkeit wird sie hauptsächlich für analytische Zwecke und weniger für präparative Zwecke verwendet, insbesondere wenn größere Mengen eines Proteins isoliert werden sollen.
Zusätzlich wird die SDS-PAGE in Kombination mit dem Western Blot zur Bestimmung des Vorhandenseins eines spezifischen Proteins in einer Mischung von Proteinen verwendet – oder für die Analyse von posttranslationalen Modifikationen. Posttranslationale Modifikationen von Proteinen können zu einer unterschiedlichen relativen Mobilität (d. h. eine Bandenverschiebung) oder zu einer Änderung der Bindung eines Nachweisantikörpers führen, der im Western-Blot verwendet wird (d. h. eine Bande verschwindet oder erscheint).
In der Massenspektrometrie von Proteinen ist die SDS-PAGE eine weit verbreitete Methode für die Probenvorbereitung vor der Spektrometrie, meistens mit einem in-Gel-Verdau. In Bezug auf die Bestimmung der molekularen Masse eines Proteins ist die SDS-PAGE etwas genauer als eine analytische Ultrazentrifugation, aber weniger genau als eine Massenspektrometrie oder – ohne Berücksichtigung posttranslationaler Modifikationen – eine Berechnung der Proteinmolekülmasse aus der DNA-Sequenz.
In der medizinischen Diagnostik wird die SDS-PAGE unter anderem im Rahmen eines HIV-Tests sowie zur Untersuchung einer Proteinurie verwendet. Beim HIV-Test werden HIV-Proteine per SDS-PAGE getrennt und anschließend per Western Blot mit HIV-spezifischen Antikörpern des Patienten nachgewiesen, sofern sie in seinem Blutserum vorhanden sind. Bei einer SDS-PAGE zur Proteinurie werden die Mengen verschiedener Serumproteine im Urin bewertet, z. B. Albumin, Alpha-2-Makroglobulin und IgG.

## Varianten
Die SDS-PAGE ist die am meisten verwendete Methode zur gelelektrophoretischen Trennung von Proteinen. Die 2D-Gelelektrophorese kombiniert nacheinander eine isoelektrische Fokussierung oder eine BAC-PAGE mit einer SDS-PAGE. Die Nativ-PAGE wird eingesetzt, wenn die native Proteinfaltung erhalten bleiben soll. Zur Trennung von Membranproteinen kann alternativ zur SDS-PAGE eine BAC-PAGE oder eine CTAB-PAGE verwendet werden. Zur elektrophoretischen Trennung von größeren Proteinkomplexen kann eine Agarose-Gelelektrophorese eingesetzt werden, z. B. die SDD-AGE. Enzyme können teilweise über ihre Enzymaktivität per Zymographie nachgewiesen werden.

## Alternativen
Während die SDS-PAGE eine der präziseren und kostengünstigeren Methoden zur Proteintrennung und -analyse ist, denaturiert sie Proteine. Wo nicht-denaturierende Bedingungen erforderlich sind, werden Proteine zum Beispiel durch eine native PAGE oder verschiedene chromatographische Verfahren mit anschließender photometrischer Mengenbestimmung untersucht, wie die Affinitätschromatographie (oder sogar eine Tandem Affinity Purification), Größenausschlusschromatographie oder die Ionenaustauschchromatographie. Proteine können auch nach Größe in einer Tangential-Flow-Filtration oder einer Ultrafiltration separiert werden. Einzelne Proteine können aus einer Mischung durch Affinitätschromatographie oder durch einen Pull-Down-Assay isoliert werden. Einige historisch frühe und kosteneffektive, aber unsaubere Trennungsmethoden, die üblicherweise auf einer Reihe von Extraktionen und Fällungen beruhen und kosmotrope Moleküle verwenden, sind zum Beispiel die Ammoniumsulfat-Fällung und die Polyethylenglykol-Fällung. Aufgrund der geringen Kosten werden sie heute noch zur Reinigung größerer Mengen von Proteinen verwendet.

## Geschichte
Arne Tiselius entdeckte das Prinzip der Elektrophorese und entwickelte ab 1930 Apparate zur elektrophoretischen Trennung von Molekülen. Im Jahr 1937 entwickelte er die Elektrophorese mit wandernder Grenzschicht (engl. moving boundary electrophoresis). Für die Entdeckung des Prinzips der Elektrophorese als Wanderung geladener und gelöster Atome oder Moleküle in einem elektrischen Feld wurde Arne Tiselius 1948 der Nobelpreis für Chemie verliehen. Die Verwendung einer festen Matrix (anfänglich Papierscheiben) in einer Zonenelektrophorese verbesserte die Auftrennung. Oliver Smithies entwickelte ab 1955 Stärkegele als feste Matrix. Im Jahr 1958 publizierte Alexander George Ogston die Ogston Siebtheorie zur Gelelektrophorese. Die diskontinuierliche Elektrophorese aus dem Jahr 1964 von L. Ornstein und B. J. Davis ermöglichte die Verbesserung der Auftrennung durch den Stapelungseffekt. Die Verwendung quervernetzter Polyacrylamid-Hydrogele bot im Gegensatz zu den zuvor verwendeten Papierscheiben oder Stärkegelen eine höhere Stabilität des Gels und keine mikrobielle Zersetzung. Die denaturierende Wirkung des SDS in kontinuierlichen Polyacrylamidgelen und die daraus folgende Verbesserung der Auftrennung wurde erstmals 1965 durch David F. Summers in der Arbeitsgruppe von James E. Darnell für die Auftrennung der Proteine des Poliovirus beschrieben. Die heutige Variante der SDS-PAGE wurde 1970 von Ulrich K. Laemmli beschrieben und erstmals zur Charakterisierung der Proteine im Kopf des Bakteriophagen T4 verwendet. In den 1970er Jahren wurden aus der SDS-PAGE die 2D-Elektrophorese entwickelt und die Färbemethoden verbessert. Ab den 2000er Jahren kam zunehmend die Analyse der getrennten Proteine per Massenspektrometrie auf.